# София Сольмс-Лаубахская
София Сольмс-Лаубахская (нем. Sophie von Solms-Laubach; 15 мая 1594, Лаубах — 16 мая 1651, Плёцкау) — немецкая принцесса, в замужестве маркграфиня Бранденбург-Ансбахская.
София — дочь графа Иоганна Георга Сольмс-Лаубахского (1547—1600) и Маргариты Шёнбург-Глаухауской (1554—1606). В 1612 году София вышла замуж за маркграфа Иоахима Эрнста Бранденбург-Ансбахского. После смерти мужа в 1625 году была назначена регентом Ансбаха при малолетнем сыне Фридрихе, который в год своего совершеннолетия погиб в битве при Нёрдлингене в 1634 году. Затем София выполняла функции регента при младшем сыне Альбрехте до достижения им совершеннолетия в 1639 году. На посту регента Ансбаха ей оказывал поддержку Фридрих Сольмс-Рёдельгеймский.

## Потомки
В браке с Иоахимом Эрнстом Бранденбург-Ансбахским у Софии родились одна дочь и четыре сына:
- София (1614—1646), замужем за Эрдманом Августом Бранденбург-Байрейтским
- Фридрих (1616—1634), маркграф Бранденбург-Ансбаха
- Альбрехт (1617—1617)
- Альбрехт (1620—1667), маркграф Бранденбург-Ансбаха, женат на Генриетте Луизе Монбельярской, затем на Софии Маргарите Эттинген-Эттингенской, затем на Кристине Баден-Дурлахской
- Кристиан (1623—1633)